# Erupção do Monte Fuji de 1707

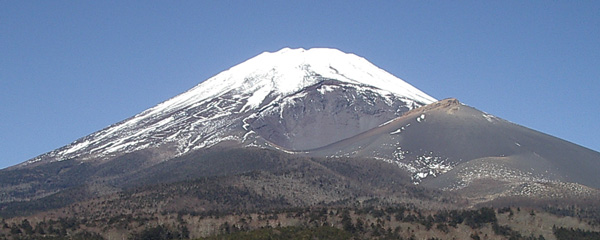
Vista do Monte Fuji a partir do lado leste, em primeiro plano e cratera do Monte Hōei no lado esquerdo.

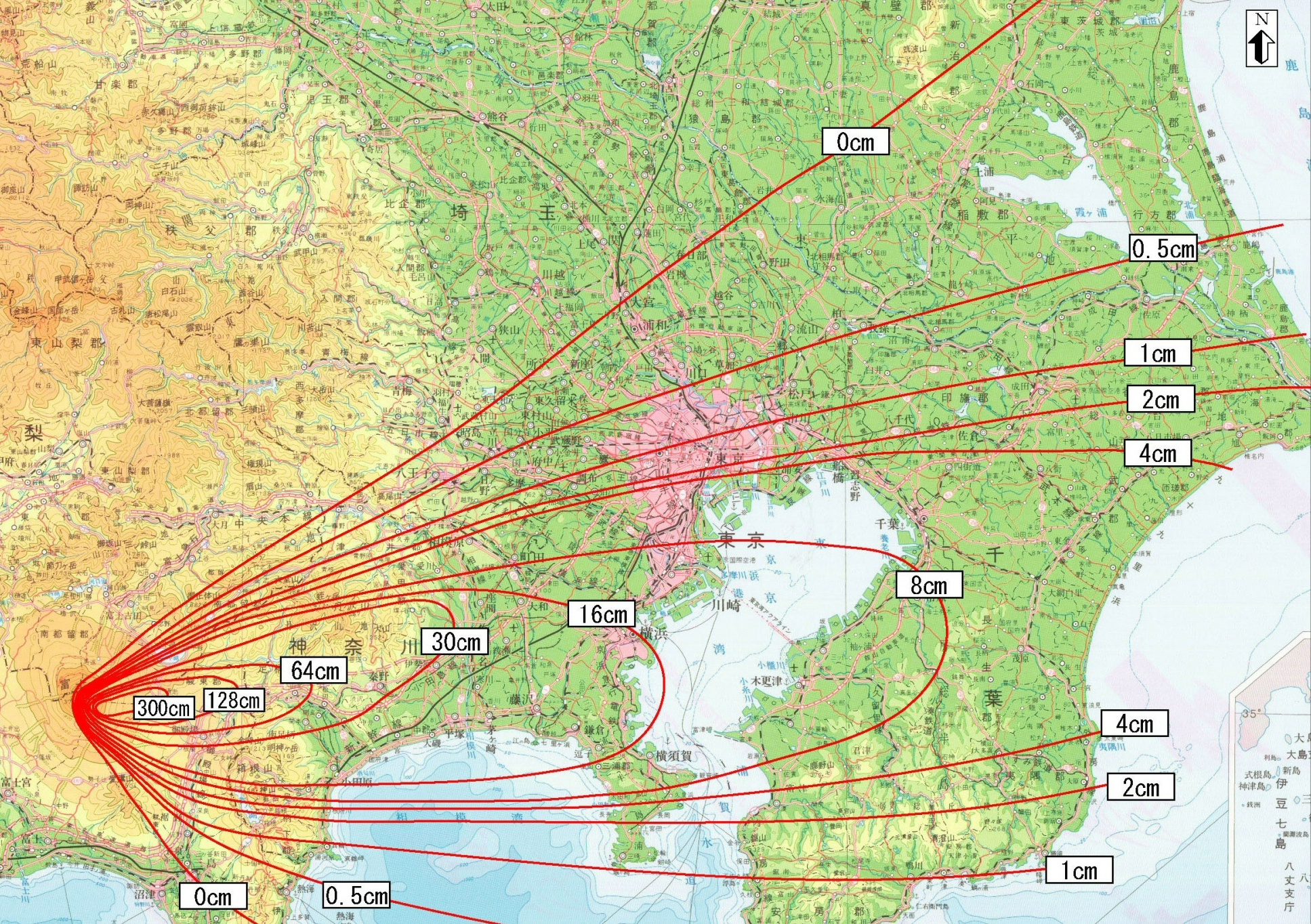
Mapa da extensão de cinzas que cairam durante a erupção Hōei.

A erupção do monte Fuji da era Hōei (宝永大噴火, Hōei dai funka) foi a terceira erupção deste vulcão registrada, que ocorreu em 1707 (que corresponde ao ano 4 da era Hōei no calendário tradicional japonês), com início em 16 de dezembro, este fenômeno natural prolongou-se até 1 de janeiro de 1708, durante o período Edo. As duas erupções anteriores ocorreram no período Heian (as erupções de Enryaku Jōgan).
Apesar de não ter produzido qualquer fluxo de lava, a erupção da era Hōei expeliu-se para a atmosfera com um grande volume de cinzas vulcânicas, que se estenderam por vastas áreas ao seu redor, chegando exclusivamente a cidade de Edo, situada a 100 km do monte Fuji. Estima-se que o volume total de cinzas tivesse sido de 800.000.000 m³. As cinzas caíram como chuva nas províncias de Izu, Kai, Sagami e Musashi
A erupção ocorreu no lado sudoeste do monte Fuji, e criou três novas crateras numeradas de 1 a 3. O monte Fuji não voltou a entrar em erupção desde então.